# Pterostylis boormanii
Pterostylis boormanii är en orkidéart som beskrevs av Herman Montague Rucker Rupp. Pterostylis boormanii ingår i släktet Pterostylis och familjen orkidéer. Inga underarter finns listade i Catalogue of Life.